# Isla Paraíso (telenovela)
Isla Paraíso es una telenovela chilena emitida por Mega desde el 2 de octubre de 2018 hasta el 4 de septiembre de 2019. Es protagonizada por Paola Volpato, Francisco Melo y Andrés Velasco.
Se encuentra ambientada en una isla ficticia en el archipiélago de Chiloé, para cuya filmación se utilizaron las instalaciones montadas por Silvio Caiozzi para su película "...Y de pronto el amanecer" (2017) en la península de Rilán, comuna de Castro. A ello se sumó el uso de la imagen de la Isla Cochinos, comuna de Ancud, para la representación de un paisaje insular.

## Argumento
Carolina Miranda (Paola Volpato) es una dueña de casa que se ve envuelta en una millonaria estafa debido a su marido, el empresario Carlos Rojas (Francisco Ossa), quien ha cometido muchos errores administrativos al manejar la empresa de un modo demasiado irresponsable. Siendo perseguida por la justicia, huye de su hogar junto a su único hijo Andrés (Elías Collado) y su fiel empleada dominicana Madelyn Santana (Anis Carrión), para buscar un nuevo refugio donde vivir. Así, Carolina intenta buscar ayuda el convento donde vive su hermana gemela Celeste Miranda (Paola Volpato), quien oficia su vocación de monja. El problema es que la hermana Celeste no la puede ayudar, pues va partiendo en un viaje como misionera a una remota localidad al sur de Chile: Isla Paraíso.
Este lugar ubicado al fin del mundo es un pueblo donde extrañamente solo habitan hombres. Esta absurda y agónica situación lleva al connotado sacerdote Gabriel Riveros (Andrés Velasco) a hacer un anunció que tiene a todos convulsionados: pronto arribará un bus repleto solo de mujeres, quienes vendrán a trabajar, otorgándoles facilidades para establecerse. Así ellas, piensa el sacerdote, devolverán la vida a este lugar que está destinado a desaparecer.
Mientras el padre Gabriel está decidido a ver el pueblo lleno de mujeres, en la otra cara de la moneda está su gran detractor: Óscar León (Francisco Melo), un poderoso terrateniente que es dueño de muchas tierras y da trabajo a la mayoría de los hombres de Paraíso. Óscar es conocido por su carácter huraño y su actitud amargada y machista, pues tiene razones íntegras y personales para no querer que las mujeres tomen posición en este lugar. Pero una vez que llegan a la zona, ya no hay vuelta atrás y aparecen variadas y peculiares visitas, desde una monja, una empleada caribeña y hasta una joven novia plantada en el altar.
Lo que nadie sospecha es que la hermana Celeste es una impostora, porque en verdad es Carolina, la mujer perseguida por la justicia, que ha logrado escapar refugiándose en este pueblo y haciéndose pasar por su hermana. Sin embargo, en el pueblo, Óscar se convertirá en su nuevo enemigo. Porque sin dudas, él estaría dispuesto a entregarla a la policía si descubriera su verdadera identidad. Aunque sin darse cuenta, también descubrirá que esta mujer de hábitos, es la primera en la que ha vuelto a confiar después de todos estos años.

## Elenco
- Paola Volpato como Carolina Miranda / Celeste Miranda.[5][6]
- Francisco Melo como Óscar León
- Andrés Velasco como Gabriel Riveros
- Nicolás Oyarzún como Franco León
- Montserrat Ballarín como Sofía Stolzenbach
- Fernando Godoy como Juan Luis Farías
- Dayana Amigo como Angelina Salazar
- Etienne Bobenrieth como Pablo Toro
- Magdalena Müller como Rosalía Gallegos
- César Caillet como Hernán Sepúlveda
- Carmen Disa como Gloria Domínguez
- Fernando Farías como Leonel Toro
- Paulina Hunt como Doris Castillo
- Francisco Ossa como Carlos Rojas
- Felipe Rojas como Luka Mancini
- Annis Carrión como Madelyn Santana
- Elías Collado como Andrés Rojas
- Simón Beltrán como Moísés León
- Mabel Farías como Gustava Rioseco.[7]
- María José Prieto como Elena Martínez
- Paulo Brunetti como Diego Bandini
- Constanza Mackenna como Juliette Blanche
- Giulia Inostroza como Beatriz Bandini
- Roxana Naranjo como Violeta
- Rosmarie Gallo como Flor
- Daniel de la Vega como Fuenzalida
- Andrés Olea como Cárcamo
- Consuelo Holzapfel como Sor Presagio.[8]
- Fernando Larraín como Tito Tenedor.
- Liliana García como Luciana Bandini
- Ignacio Garmendia como Rodrigo Etcheverry[9]
- Romina Norambuena como Erika González Sanhueza
- Grimanesa Jiménez como Sor Brígida.
- Hugo Medina como Padre Cucho Retamales.
- Francisca Walker como Diana Castillo Castillo.
- Patricia Velasco como Corina Sanhueza
- Roodline Georges como Azucena
- Maira Bodenhöfer como Hermana Aurora.
- Jaime Vadell como Anselmo
- Teresa Münchmeyer como Luisa
- Nicolás Brown como Padre Guillermo
- Julio César Serrano como "Care'pera".
- Eduardo Reyes como el manzanita
- Patricio Cifuentes como Detective Peralta.
- Valentina Campos como Eva Cisternas[10]

## Banda sonora
| Intérprete                        | Tema                 | Personaje(s)         | Actor(es)                             |
| --------------------------------- | -------------------- | -------------------- | ------------------------------------- |
| Fonseca                           | «Simples corazones»  | Tema central         | Tema central                          |
| Luciano Pereyra                   | «Si no es muy tarde» | Carolina y Oscar     | Paola Volpato y Francisco Melo        |
| Diego Torres, Carlos Vives        | «Un poquito»         | Sofía y Franco       | Montserrat Ballarín y Nicolás Oyarzún |
| Morat                             | «Cuando nadie ve»    | Angelina y Juan Luis | Dayana Amigo y Fernando Godoy         |
| Gusi                              | «Contigo»            | Madeline y Pablo     | Anis Carrión y Etienne Bobenrieth     |
| Melendi                           | «Mírame»             | Hernán y Elena       | Cesar Caillet y María José Prieto     |
| Morat                             | «Besos en guerra»    | Rosalía y Luca       | Magdalena Müller y Felipe Rojas       |
| Andrés Cepeda Ft. Sebastián Yatra | «Magia»              | Juliette y Franco    | Constanza Mackenna y Nicolás Oyarzún  |
| Sebastián Yatra Ft. Reik          | «Un año»             | Sofía y Diego        | Montserrat Ballarín y Paulo Brunetti  |
| Pedro Fernández                   | «Si nos dejan»       | Doris y Cárcamo      | Paulina Hunt y Andrés Olea            |

## Premios y nominaciones
| Año  | Premio                  | Categoría               | Nominado       | Resultado |
| ---- | ----------------------- | ----------------------- | -------------- | --------- |
| 2019 | Premios Caleuche        | Mejor actriz de soporte | Paulina Hunt   | Nominada  |
| 2019 | Premios Caleuche        | Mejor actor de soporte  | Andrés Velasco | Nominado  |
| 2019 | Copihue de Oro          |                         |                |           |
| 2019 | Mejor serie o teleserie | Mejor serie o teleserie | Ganadora       |           |
| 2019 | Mejor actriz            | Paola Volpato           | Ganadora       |           |
| 2019 | Mejor actor             | Francisco Melo          | Nominado       |           |
| 2019 | Premios Marés           |                         |                |           |
| 2019 | Mejor actriz en comedia | Paola Volpato           | Nominada       |           |
| 2019 | Mejor actor en comedia  | Francisco Melo          | Ganador        |           |
| 2019 | Mejor actriz invitada   | Consuelo Holzapfel      | Nominada       |           |

## Retransmisiones
Retransmitida desde el 28 de diciembre de 2020, a las 22:30 hrs. Desde el 4 de enero de 2021 se transmite a las 19:10 hrs, finalizando su retransmisión el 25 de octubre de 2021.

## Versiones
- 2025: Monteverde, está producida y escrita por Lucero Suárez para TelevisaUnivision, los protagonistas son Gabriel Soto y África Zavala.